# Hundling
Hundling é uma comuna francesa na região administrativa de Grande Leste, no departamento de Mosela. Estende-se por uma área de 6,63 km². Em 2010 a comuna tinha 1 371 habitantes (densidade: 206,8 hab./km²).